# Bernard de Sédirac
Bernard de Sédirac, ook Bernard de La Sauvetat, (La Sauvetat, tussen 1040 en 1050 - Toledo, 1125 of 1128) was de eerste aartsbisschop van Toledo na de Reconquista.

## Monnik
Bernard werd geboren in La Sauvetat, een plaats in Aquitanië, maar over de precieze locatie van zijn geboorteplaats bestaat discussie. Hij werd monnik in de Abdij van Cluny. Zo werd hij abt van de Spaanse abdij van Sahagun als vervanger van Robert. Deze laatste was ook een monnik van Cluny die door paus Gregorius VII was afgezet en geëxcommuniceerd. Bernard kreeg de taak de Latijnse ritus in te voeren in Spanje ter vervanging van de oude Visigotische, mozarabische ritus die geëvolueerd was tijdens het isolement van de Spaanse kerk onder Moors bewind. Robert had als abt te veel sympathie getoond met de mozarabische geestelijkheid. In het Concilie van Burgos (1080) werd de liturgische hervorming bekrachtigd en kreeg aarzelende steun van koning Alfons VI van León.

## Bisschop
Na de inname van Toledo in 1085 werd Bernard benoemd tot bisschop van de stad. Met zijn radicale ideeën kwam hij in conflict met de mozarabische gouverneur van de stad, Sisnando Davidiz. Bernard verklaarde de capitulatievoorwaarden van de Moren nietig en liet de hoofdmoskee van Toledo omvormen tot kathedraal. Sisnando werd vervangen als gouverneur door Pedro Ansurez die meer op de lijn van Bernard zat. Op 18 december 1086 werd Bernard door de koning benoemd tot primaat van Spanje en dit werd door de pauselijke bul Cunctis sanctorum bevestigd. In 1095-96 reisde Bernard naar Rome en trok daarna monniken van Cluny aan om hem bij te staan in Spanje. Verschillende onder hen werden daarna bisschop: Girald (bisschop van Braga), Peter (bisschop van Osma), Bernard (bisschop van Siguënza en aartsbisschop van Santiago de Compostela), Peter (bisschop van Palencia), Jeronimo (bisschop van Valencia en Salamanca) en Raymond de Sauvetat (bisschop van Osma en opvolger van Bernard in Toledo). Zo was Bernard bepalend bij de assimilatie van de Iberische kerk in de Rooms-Katholieke Kerk en de kerkelijke en culturele gevolgen hiervan.
- Biblioteca Nacional de España: XX1419106
- Virtual International Authority File: 52084270